# بنو خراسان
بنو خراسان، هي عائلة حكمت مدينة تونس بين 1059 و1158. مؤسسها هو عبد الحق بن عبد العزيز بن خراسان  الذي ولاه الحماديون ثم الزيريون على المدينة. تولى من بعده ابنه عبد العزيز وفي 1149 حكم الخرسانيون بنفسهم  في ظل عبد الله بن خراسان ثم علي بن أحمد بن عبد العزيز إلى 1158 حيث قضى الموحدون على إمارتهم.

## التاريخ
ظهرت دولة بنو خراسان بعد ان سادت الفوضى إفريقية بدخول القبائل العربية التي وصلت أيضاً مدينة تونس إذ استولى عليها عائذ بن أبي الغيث وقام بنهبها ، فشلت الدولة الزيرية في حماية مدنها وانسحب المعز بن باديس للمهدية و ترك قائد بن ميمون على تونس و القيروان دون سلطة فعلية و كانت ادارته قصيرة للغاية, و ما لبثت أن قُطعت الأوصال بين المعز و تونس, فاضطر شيوخ تونس الاحتماء بالحماديين فطردوا واليهم قهرون بن غنوش لعدم كفائته و ارسلوا وفدا إلى الناصر بن علناس وطلبوا منه الدخول في طاعته وأن يولي عليهم والياً من قبله فأمرهم باختيار احدهم، فاختاروا شيخاً منهم غير أنه رفض، فولى عليهم الناصر عبد الحق بن عبد العزيز بن خراسان, اما عن اصل بن خرسان فقد قيل انه من اهل تونس والاظهر انهم من صنهاجة.
حكم عبد الحق امارة مستقلة بامر الواقع لكنه التزم بالولاء للحماديين ولقب الشيخ, وقد كانت فترته جيدة فأشرك المواطنين معه في ادارة المدينة وتودد اليهم ودفع الجزية الى العرب كي يتوقفوا عن اغاراتهم على دولته. حاصر تميم من المعز وحليفه يبقى ابن علي امير زغبة تونس لمدة 4 اشهر حيث حصل اتفاق بينهما في النهاية ادى الى اعتراف بني خراسان بسياده الزيريين عليهم. و في أواخر عهده شارك عبد الحق سلطته مع أخيه إسماعيل.
وبعد وفاة عبد الحق خلفه ابنه عبد العزيز في الحكم والذي على ما يبدو حصلت بينه وبين الزيريين مشكله لان تميم حاصر تونس عام 1097, غير هذا لم تحصل في عهده المشاكل الى ان توفي عام 1106 رغم أن منقوشات قبره ذكر أنه توفي يوم يوم السبت 5 محرم 499هـ / 17 سبتمبر 1105, و رجح الهادي روجي أن الأمير إسماعيل بن عبد الحق بن عبد العزيز بن خراسان حكم تونس مؤقتا بعد ذلك إلى وفاته يوم الأحد 12 رجب 500هـ / 8 مارس 1107، مرجحا أن المؤرخين خلطوا بين تاريخ وفاة الأميرين حيث أنهما أهملا دور الأمير أبو الطاهر اسماعيل.
فتسلم الحكم أحمد بن عبد العزيز الذي بدأ عهده بتصفية المنافسين فقتل عمه اسماعيل بن عبد الحق, وقلب احمد ابن عبد العزيز الدولة رأسا على عقب فألغى المشيخة, وارسل الشيوخ الى المهدية, وتلقب بلقب الأمير, ازدهرت تونس في ذلك العهد فبني قصر بني خراسان وبنيت اسوار حول المدينة وابرم احمد معاهدات مع العرب تم بمقتضاها تأمين المسافرين وطرقهم, ولكن تونس لم تسلم من الحروب فحاصرها علي بن يحيى عام 1116 الى ان قبل أحمد ان يعود الى طاعة الزيريين ولكن بعدها بأربع سنوات فقط ارسل العزيز بن المنصور حاكم الحماديين جيشا نجح في اعاده تونس الى ولاءه, ولكن بني خرسان خلعوا طاعه الحماديين مرة أخرى فأرسل يحيى ابن عبد العزيز جيشا بقيادة مطرف بن حمدون عام 1128 فاستولى على تونس وسقطت امارة بني خرسان وتم نقل احمد وعائلته الى بجاية و قيل أنه ذهب إلى الحجاز.
ثم تولى بنو حماد ادارة تونس مباشرة حتى ان ولاتها كانوا أعمام يحيى ابن عبد العزيز ولكن حصلت مشاكل وازمات ادت الى انسحاب بني حماد من الساحة, و حصل فراغ في السلطة وحصلت مشاكل, وفي النهاية استقر رأي السكان على أبي بكر ابن اسماعيل ابن عبد الحق ابن خراسان وقد هرب هذا الاخير الى بنزرت لاجئا لدى بني الورد بعد مقتل ابيه على يد ابن عمه احمد ووافق على العودة الى حكم تونس وعندما وصل الى أسوار المدينه ليلا رفع في قفة وتسلم الحكم 7 أشهر الى ان غدر به ابن اخيه عبد الله بن عبد العزيز بعد وضعه أن في قارب ورماه في البحر ميتا عند قلعة ابن غبوش وأشاع في الناس أنه غرق. 
و في عهد عبد الله كثر فساد العرب و قد تبع للنورمان و روجر الاول، فاستنجد الناس بعبد المؤمن الموحدي الذي ارسل ابنه عبد الله من بجاية الى تونس فاشتبك مع قوات محرز ابن زياد وهو امير بني علي من بطون الاثبج, فانتصر بنو خراسان و بنو علي على الموحدين, ولكن عبد الله قتل خلال تلك المعركة.

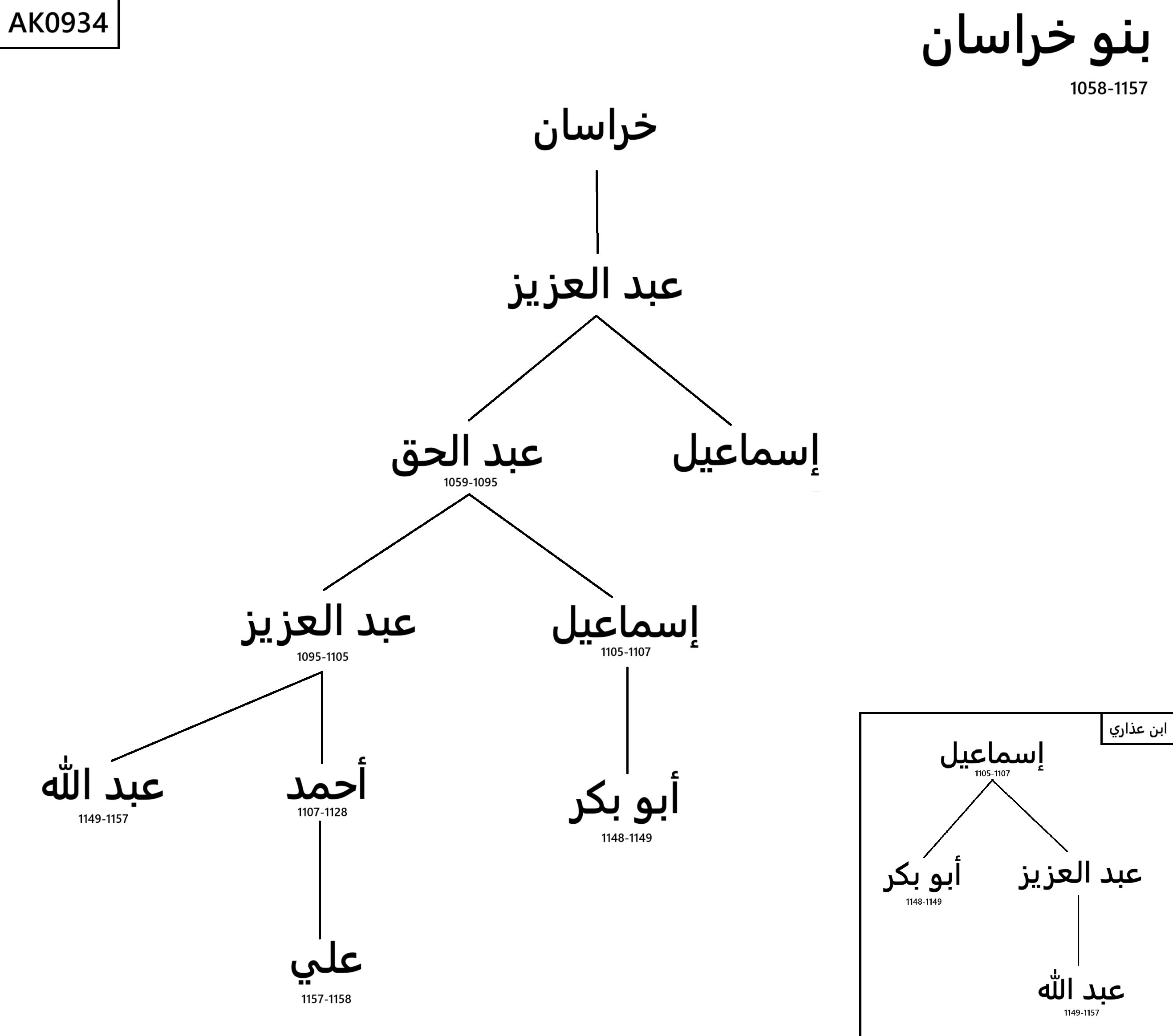
خريطة مصغرة تعرض خط سلالة بنو خراسان.

وتولى بعده علي بن احمد بن عبد العزيز وفي عهده عزم عبد المؤمن الموحدي على ضم تونس واتجه اليها وحاصرها برا وبحرا لكن سكان المدينة رحبوا به فاشترط عليهم ان يقتسموا معه الاموال وان ينهوا حكم بني خراسان وحصل ذلك ودخل عبد المؤمن عام 1159 ونفى علي بن أحمد وعائلته الى مراكش لكنه مات قبل ان يصل وبذلك تنتهي دوله بني خرسان.

## حكام بنو خرسان
- عبد الحق بن عبد العزيز بن خراسان (1059-1095)
- عبد العزيز بن عبد الحق بن عبد العزيز بن خراسان (1095-1105)
- إسماعيل بن عبد الحق بن عبد العزيز بن خراسان (1105-1107)
- أحمد بن عبد العزيز بن عبد الحق بن عبد العزيز بن خراسان (1107-1128)
- حكم بنو حماد و ما بعده (1128-1148)
- أبو بكر بن إسماعيل بن عبد الحق بن عبد العزيز بن خراسان (1148-1149)
- عبد الله بن عبد العزيز بن إسماعيل بن عبد الحق (1149-1157)
- علي بن أحمد بن عبد العزيز (1157-1158)

## مقالات ذات صلة
- تربة سيدي بوخريصان